# Gabriel Zirngast
Gabriel Zirngast (* 20. Jänner 2002 in Tulln an der Donau) ist ein österreichischer Fußballspieler.

## Karriere

### Verein
Zirngast begann seine Karriere beim FC Tulln. Im März 2014 wechselte er zum SV Langenrohr. Zur Saison 2015/16 kehrte er wieder nach Tulln zurück. Zur Saison 2016/17 kam er in die Akademie der SV Ried. Zur Saison 2019/20 wechselte er nach Deutschland zu den A-Junioren des FC Ingolstadt 04. Zur Saison 2021/22 rückte er bei den Bayern in den Kader der fünftklassigen zweiten Mannschaft. Für Ingolstadt II absolvierte er insgesamt 14 Partien in der Bayernliga.
Zur Saison 2022/23 kehrte Zirngast nach Österreich zurück und wechselte zu den drittklassigen Amateuren des LASK. Nach sechs Einsätzen für die Amateure debütierte der Mittelfeldspieler im September 2022 bei seinem Kaderdebüt für die Profis in der Bundesliga, als er am neunten Spieltag gegen die WSG Tirol in der 81. Minute für Peter Michorl eingewechselt wurde. In der Saison 2022/23 kam er insgesamt zu zwei Bundesligaeinsätzen, für die Amateure absolvierte er 23 Regionalligapartien, in denen er zehnmal traf.
In der Saison 2023/24 kam er bis zur Winterpause zu 15 Regionalligaeinsätzen. Im Jänner 2024 wurde Zirngast an den Zweitligisten Grazer AK verliehen. Für den GAK kam er zu sieben Zweitligaeinsätzen, mit dem Team stieg er zu Saisonende in die Bundesliga auf. Dort kam er dann aber nicht mehr zum Einsatz, woraufhin die Leihe im Februar 2025 vorzeitig beendet wurde. Daraufhin wurde er an Zweitligist SKU Amstetten weiterverliehen. Für Amstetten absolvierte er 14 Zweitligapartien.

### Nationalmannschaft
Zirngast debütierte im September 2019 gegen Norwegen für die österreichische U-18-Auswahl, für die er bis Februar 2020 dreimal spielte. Im September 2022 gab er gegen Montenegro sein Debüt für die U-21-Auswahl.